# 고조역 (교토부)
고조역(일본어: 五条駅, ごじょうえき)은 일본 교토부 교토시 시모교구에 있는 교토 시영 지하철 가라스마 선의 역이다.

## 역 구조
섬식 승강장 1면 2선의 지하역으로 개찰구는 남북으로 1개씩, 북쪽 개찰구에만 역무원이 배치되어 있다. 국도 제367호선(가라스마 도리)과 고조 도리의 교차로 지하에 위치한다.
역 시설은 고조 도리의 지하를 동서로 지나는 공동구를 피하기 위해 교차로의 남쪽에 위치하고 있으며 교차로 북측의 출입문으로부터 대합실까지 이어진 통로에는 이를 피하기 위한 계단이 설치되어 있고 플랫폼 층이 공동구의 하부에 위치한다.

### 승강장
| 1 | ○ 가라스마 선 | 교토・다케다・긴테쓰 나라 방면                      |
| 2 | ○ 가라스마 선 | 시조・가라스마오이케・기타오지・고쿠사이카이칸 방면 |

## 역 주변
- 교토 시립 시모교 도서관
- 일본 한자능력검정협회 본부
- 히가시혼간지
- 시모교 세무서
- 시모교 소방서
- 교토 은행 본점
- 아이플 본사

## 역사
- 1981년 5월 29일: 영업 개시.
- 2007년 4월 1일: PiTaPa 공용 개시.
- 2010년 4월: 역명판 아래 인근 시설의 명칭이 광고로 부기되었다.